# Daniel Chamovitz
Daniel Chamovitz (Pittsburgh; 1963) es un genetista botánico estadounidense nacionalizado israelí. Fue el séptimo Presidente de la Universidad Ben-Gurión del Néguev, en Beerseba, Israel. Anteriormente fue decano de la  Facultad de Ciencias de la vida George S. Wise, en la Universidad de Tel Aviv, Israel; así como director del multidisciplinar Manna Center Program in Food Safety and Security.

## Biografía
Daniel Chamovitz creció en Aliquippa, Pensilvania. Comenzó sus estudios de licenciatura en la Universidad de Columbia de Nueva York, para después trasladarse a la Universidad Hebrea de Jerusalén, donde estudió botánica. Recibió su doctorado de investigación en genética en 1992. Llevó a cabo una investigación postdoctoral en la Universidad de Yale desde 1993 hasta 1996, momento en el que aceptó un puesto como profesor en la Universidad de Tel Aviv. En el año 2002, Chamovitz trabajó como científico invitado en el Fred Hutchinson Cancer Research Center de Seattle, así como profesor invitado en la School of Advanced Agricultural Sciences de la Universidad de Pekín. En el año 2013 fundó el interdisciplinar Manna Center Program in Food Safety and Security en la Universidad de Tel Aviv. Ejerció como decano de la Facultad de Ciencias de la vida George S. Wise desde 2014 hasta 2018. En 2018 fue elegido Presidente de la Ben-Gurion University de Negev.

## Carrera científica
Durante su investigación doctoral, en el laboratorio Joseph Hirschberg, Chamovitz clonó varios genes involucrados en la biosíntesis de betacaroteno. Como investigador postdoctoral, en el laboratorio Xing-Wang Deng de la Universidad de Yale, descubrió el complejo proteico COP9 Signaolome (CSN). En la Universidad de Tel Aviv continuó trabajando con este complejo proteico para intentar comprender su rol en las respuestas de regulación al ambiente de las plantas, usando como modelos la Arabidpsis y la Drosophila. A través de enfoques genéticos, bioquímicos, moleculares y computacionales, Chamovitz mostró que el complejo CSN es esencial para el desarrollo de las plantas y los animales, así como que probablemente esté involucrado en algunas enfermedades humanas, como el cáncer. Ha publicado más de 70 artículos científicos en revistas revisadas por pares, con más de 5.000 citaciones según Google Scholar. También es miembro de la editorial Faculty of 1000.
Chamovitz es conocido por su famoso libro What a Plant Knows, publicado en el año 2012; posteriormente, en el año 2017, apareció una edición actualizada y revisada del mismo. La obra ganó una medalla de plata en los Nautilus Book Awards y entró en la lista de los Top 10 Science books de Amazon en el año 2012. Ha sido traducida y publicada en 20 países. Además, el libro sirvió como base para un curso, homónimo, que comenzó en el año 2013, en el que más de 100.000 estudiantes escucharon las enseñanzas de Chamovitz en Coursera.